# Metsküla (Saaremaa)

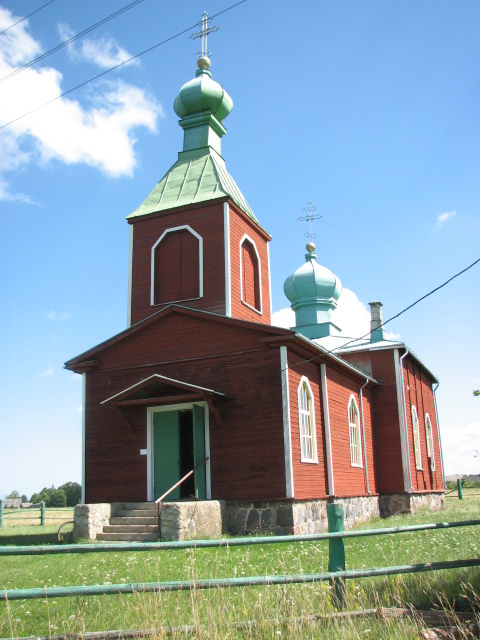
Die orthodoxe Kirche von Metsküla

Metsküla ist ein Dorf auf der estnischen Insel Saaremaa. Es gehört zur Landgemeinde Saaremaa (bis 2017: Landgemeinde Leisi). Metsküla hat 124 Einwohner (Stand 2007).
Bekannt ist Metsküla vor allem für die orthodoxe „Darstellung-des-Herrn“-Kirche (estnisch Issanda Templisseviimise kirik) mit ihren beiden Zwiebeltürmen. Sie ist eines der am besten erhaltenen Beispiele der Holzkirchen-Architektur Estlands. Die Blockbau-Kirche wurde zwischen 1909 und 1914 errichtet.
Die Kirche stammt aus der zu Ende gehenden Russifizierungsphase in Estland. Zum Ende des 19. und Anfang des 20. Jahrhunderts waren im Zuge der russisch-orthodoxen Missionierung Estlands, die durch die zaristische Regierung in Russland gefördert wurde, zahlreiche Bewohner von Saaremaa vom lutherischen zum orthodoxen Glauben übergetreten.
Die Kirche von Metsküla gehört heute zur Estnisch Apostolisch-Orthodoxen Kirche (Eesti Apostlik-Õigeusu Kirik). Sie ist damit dem Ökumenischen Patriarchat von Konstantinopel unterstellt.